# Saurita pellucida
Saurita pellucida är en fjärilsart som beskrevs av William Schaus 1892. Saurita pellucida ingår i släktet Saurita och familjen björnspinnare. Inga underarter finns listade.